# Bulbophyllum porphyrotriche
Bulbophyllum porphyrotriche är en orkidéart som beskrevs av Jaap J. Vermeulen. Bulbophyllum porphyrotriche ingår i släktet Bulbophyllum och familjen orkidéer. Inga underarter finns listade i Catalogue of Life.